# 潘国灵
潘國靈（英語：Lawrence Pun），香港小說家、散文家。 香港科技大學人文學碩士，曾肄業於香港中文大學當代語言及跨文化研究系。早年曾任職記者、音樂策劃、策劃編輯，後長期於大學任教，同時寫作。

## 簡介
作品自九十年代中後期發表，涵蓋小說、散文、城市研究、詩，至今作品計有二十餘種，如小說《身體變奏曲》（2024）、《離》（2021）、《寫托邦與消失咒》（2016）、《靜人活物》（2013）、《親密距離》（2010）、《失落園》（2005）、《病忘書》（2001）、《傷城記》（1998）；散文集《總有些時光在路上》（2022）、《回頭我就變了一根浮木》（2021）、《消失物誌》（2017）、《七個封印》（2015）等；詩集《無有紀年》（2013）；城市論集《事到如今》（2021）等。
2006年獲亞洲文化協會頒發「利希慎基金獎助金」，翌年赴紐約遊學、參加愛荷華大學「國際寫作計劃」，並赴伊雲斯頓西北大學參加該校首屆「國際寫作日」，及到芝加哥蕭邦劇院與當地作家交流。小說及散文作品曾獲香港文學雙年獎、香港書獎等，2011年獲香港藝術發展局頒發「年度最佳藝術家獎（文學藝術）」。小說集《離》入圍2022台北國際書展大獎小說類。2016年於油街實現擔任駐場作家，2022年擔任香港嶺南大學中文系駐校作家。
文字創作外，潘氏與其他媒體藝術亦有不少合作，「2017港深城市⧵建築雙城雙年展 (香港) 」參展項目「異質沙城」以其《寫托邦與消失咒》為藍本作展覽和劇場演出；2019年獲邀參與倫敦 Wellcome Trust 在香港的「疫症都市」藝術計劃，以小說創作與視覺藝術合作。

## 著作目錄

### 個人著作（港台版）
- 小說《身體變奏曲》（台灣：聯合文學，2024）
- 小說主題選集《原初的彼岸》（香港：中華書局，2023）
- 散文集《消失物誌》二版（香港：中華書局，2023）
- 散文集《總有些時光在路上》（香港：明窗，2022）[5][6][7][8][9]
- 小說集《離》（台北：聯經，2021；入圍2022台北國際書展大獎小說類）[10][11][12][13][14][15][16][17][18]
- 圖文集《消失物誌》（香港：中華書局，2017； 獲第十五屆香港中文文學雙年獎散文組推薦獎、第十一屆香港書獎、第四屆香港金閱獎「最佳文史哲書」 ）[19][20][21][22][23]
- 長篇小說《寫托邦與消失咒》（台北：聯經，2016 ；獲第十屆香港書獎 )[24][25][26][27][28]
- 小說選集《存在之難》（香港：香港文學出版社，2015）[29]
- 散文集《七個封印：潘國靈的藝術筆記》（香港：中華書局，2015）
- 中、短篇小說集《靜人活物》（台北：聯經，2013 ；獲第七屆香港書獎 ）[30][31]
- 詩集《無有紀年：遊忽詩集（1994-2013）》（香港：kubrick，2013）[32]
- 短篇小說集《親密距離》（香港：kubrick ，2010）[33][34][35]
- 散文集《靈魂獨舞》（香港：天地圖書，2010）
- 城市論集《第三個紐約》（香港：天窗，2009）
- 散文集《愛琉璃》（香港：kubrick ，2007）
- 城市論集《城市學2：香港文化研究》（香港：kubrick ，2007）
- 城市論集《城市學：香港文化筆記》（香港：kubrick ，2005；第一屆牛棚書獎提名書）
- 短篇小說集《失落園》（香港：kubrick ，2005 ）
- 專欄文集《你看我看你》（香港：文藝復興，2003）
- 中、短篇小說集《病忘書》（香港：指南針，2001； 第七屆香港中文文學雙年獎小說推薦獎）
- 短篇小說集《傷城記》（香港：天地圖書，1998）

### 主編作品
- 《银河映像，難以想像》（香港：三聯，2006）
- 《王家衛的映畫世界》（香港：三聯，2004年2月初版、4月第二版、12月增訂版；2015年新版）

### 個人著作（簡體版）
- 《回頭我就變了一根浮木》（鄭州：河南出版社，2021；「小說家的散文」系列叢書之一）
- 《銀河映像，難以想像》（上海：上海人民，2015）
- 《失落園》新版（上海：三聯，2012年9月）
- 《病忘書》 新版（上海：三聯，2012年9月）
- 《爱琉璃》新版（北京：人民大学，2012年6月）
- 《第三個纽约》增訂版（北京：人民大学，2010）
- 《城市學》增訂版（上海：上海人民，2008）
- 《王家衛的映畫世界》（天津：百花文藝，2005）

### 外語翻譯本
- The Lost Land (US: Heroes & Criminal Press, 2009)

## 文學獎項
- 2019 第十五屆香港中文文學雙年獎「散文推薦獎」（獲獎作品：《消失物誌》）[36]
- 2018香港電台第十一屆「香港書獎」（獲獎作品：《消失物誌》）
- 2017第四屆香港金閲獎「最佳文史哲書」（獲獎作品：《消失物誌》）
- 2017香港電台第十屆「香港書獎」（獲獎作品：《寫托邦與消失咒》）
- 2014香港電台第七屆「香港書獎」（獲獎作品：《靜人活物》）
- 2011「2011香港藝術發展獎」最佳藝術家獎（文學藝術）
- 2007「2007香港藝術發展獎 （页面存档备份，存于）」傑出青年藝術獎（文學藝術）
- 2006獲亞洲文化協會頒發一年度「利希慎基金獎助金」，翌年赴紐約遊學，並參加愛荷華「國際寫作計劃」。
- 2001-02第七屆香港中文文學雙年獎「小説推薦獎」（獲獎作品：《病忘書》）
- 2002市政局中文文學創作獎「文學評論組」季軍
- 2000-01浸大文學獎散文嘉許獎
- 2001 花踪文學獎（〈面孔〉最後決選六篇作品）
- 1999第二十七屆青年文學獎小説高級組冠軍
- 1998市政局中文文學創作獎「文學理論及評論」組優異獎
- 1995「新曲新詞」流行歌曲創作比賽「最佳作曲」獎、「最佳歌詞」獎

## 文學藝術及跨界別計劃
- 2020.10.30–2020.12.6  香港文學季「離留之間」：文學X視藝展覽（主辦：香港文學館；捐助機構：香港賽馬會慈善信託基金）[37]
- 2019.3-2019.6 英國Wellcome Trust以 "Contagious City"作主題分別在紐約、倫敦及香港三地籌劃展覽，其中香港的合作夥伴之一有油街實現，邀請白雙全和潘國靈合作，主題設定為「閱讀感染」（Contagious Reading）[38]，包括小說創作、展覽、讀書會、集體活動等。[39]
- 2017.12 – 2018.1 「異質沙城 （页面存档备份，存于）」（香港中文大學建築學院主辦），為「2017港深城市⧵建築雙城雙年展 (香港) 」參展項目，以潘國靈的長篇小說《寫托邦與消失咒》為藍本，利用建築和劇場表演，為一趟文學、建築、劇場的跨界實驗。
- 2016.11 – 2017.1 首個「隱匿的鯨魚歌唱──在油街寫作 （页面存档备份，存于）」參與作家（油街實現、香港文學館主辦）。
- 2013.7 香港書展「名作家講座 （页面存档备份，存于）」系列講者
- 2009.4-2009.6 香港公共圖書館香港文學資料室文學展覽「莫『失』莫『病』：文學遊子潘國靈 （页面存档备份，存于）」。
- 2007.8-2007.11 Writer-in-residence of the “International Writing Program （页面存档备份，存于）” at the University of Iowa.
- 2007.10.26-2007.10.27 Invited writer for “Chicago International Writers' Exchange” hosted by Chicago Guild Complex.
- 2007.10.26 Invited writer for "International Day of Writing （页面存档备份，存于）" hosted by the Northwest University at Evanston.
- 2005 香港藝術中心《i城志》編輯顧問及委約作家（創作中篇小說〈我城零五〉向西西《我城》三十周年致敬之作）